# Vysílač Blaw-Knox Liblice
Vysílač Blaw-Knox Liblice byl 280,4 metrů vysoký kotvený stožár, sloužící jako vysílač. Postaven byl v roce 1937 a sloužil až do roku 1972, kdy byl odstřelen.

## Historie
První vysílač, později označovaný jako Liblice A, byl v Liblicích uveden do provozu již roku 1931. Během třicátých let se ve světě rozmohla výstavba tzv. protiúnikových antén typu Blaw Knox. V ČSR byl postaven tento vysílač mezi 14. srpnem 1936 a 22. únorem 1937. Vysílač postavila Báňská a hutní společnost – mostárna v Karlově huti v Lískovci u Frýdku a stavební firma Ing. Bohumil Belada a spol. Stavbu vedla americká firma Standard Electric Doms & Spol. Stavba byla ukončena 6. října 1937.
Na konci druhé světové války, 8. května 1945, došlo k přestřelce s nacistickými vojáky o vysílač, v níž osmnáct vlastenců zahynulo. Krátce po druhé světové válce byl nejvyšší kotvenou stavbou světa.
V roce 1958 byla celá vysílací technologie nahrazena přístroji domácí provenience (TESLA) a vysílač byl kromě středovlnného vysílání stanice Praha pověřen rušením dlouhovlnného signálu ze zahraničí (Deutsche Welle). Navázal tak na svoji činnost za války, kdy odsud Němci rušili v dlouhovlnném pásmu 191 kHz vysílání ze zahraničí.
Byl prohlášen za technickou památku. V roce 1972 bylo rozhodnuto o postavení vysílače Liblice B na místě tohoto vysílače. Dne 17. listopadu 1972 ve 14:02 hod byl za velké pozornosti veřejnosti tento vysílač odstřelen, aby uvolnil místo současné stavbě.

## Popis
Jednalo se o anténový stožár typu Blaw Knox o výšce 280,4 m, který stál na jediném porcelánovém izolátoru a kotven byl 8 lany. Na vrcholu byla 33 m dlouhá výsuvná tyč, která sloužila k přesnému dolaďování antény.

### Externí Odkazy
- Dokument o vysílačích Liblice
- https://www.prostor-ad.cz/pruvodce/pvychod/cbrod/vysilac.htm Archivováno 4. 6. 2023 na Wayback Machine.